# Lemnalia carnosa
Lemnalia carnosa is een zachte koraalsoort uit de familie Nephtheidae. De koraalsoort komt uit het geslacht Lemnalia. Lemnalia carnosa werd in 1896 voor het eerst wetenschappelijk beschreven door Kükenthal. 